# Thüringer Landessternwarte Tautenburg

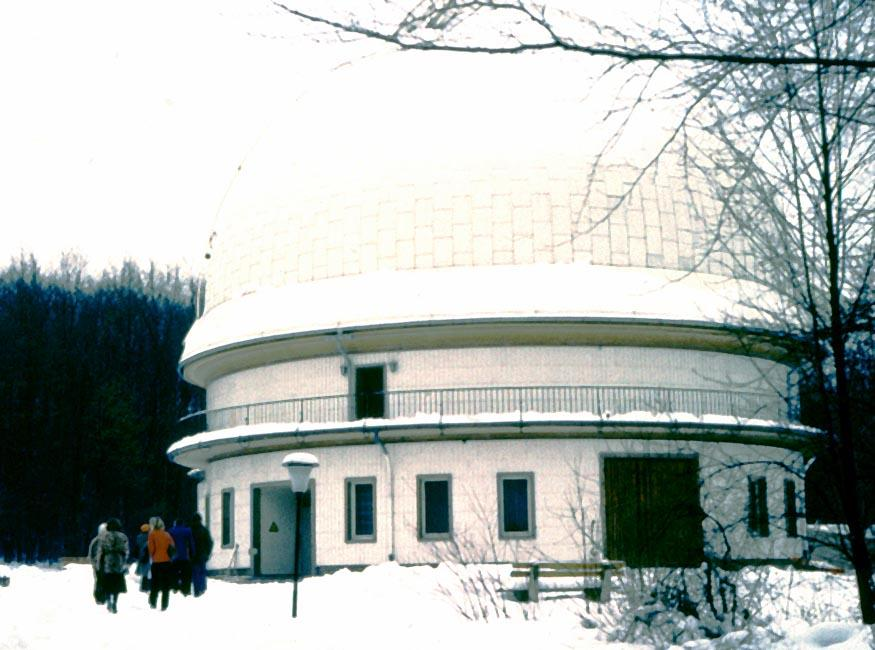
Karl-Schwarzschild-Observatorium der Thüringer Landessternwarte

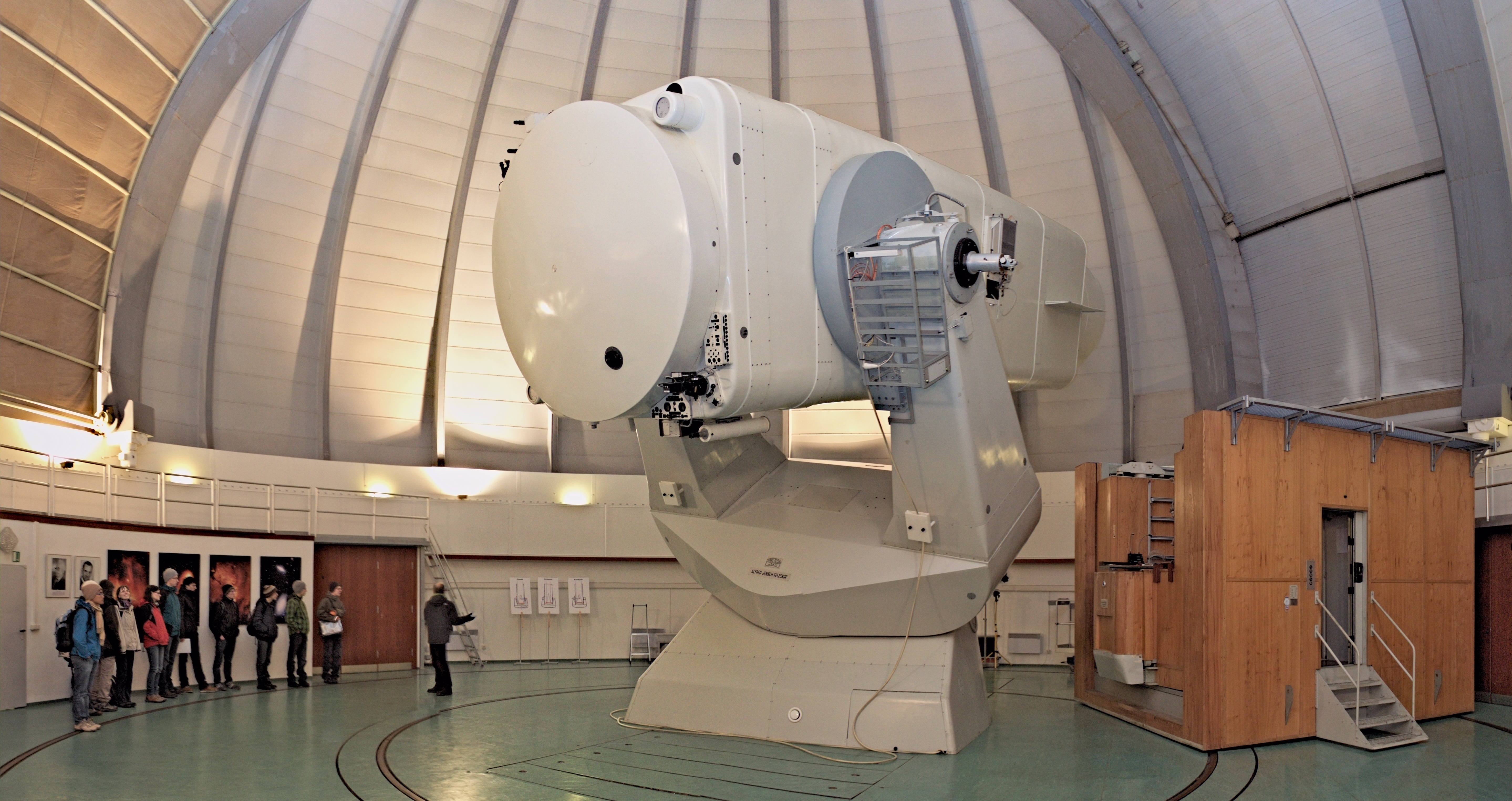
Innenansicht

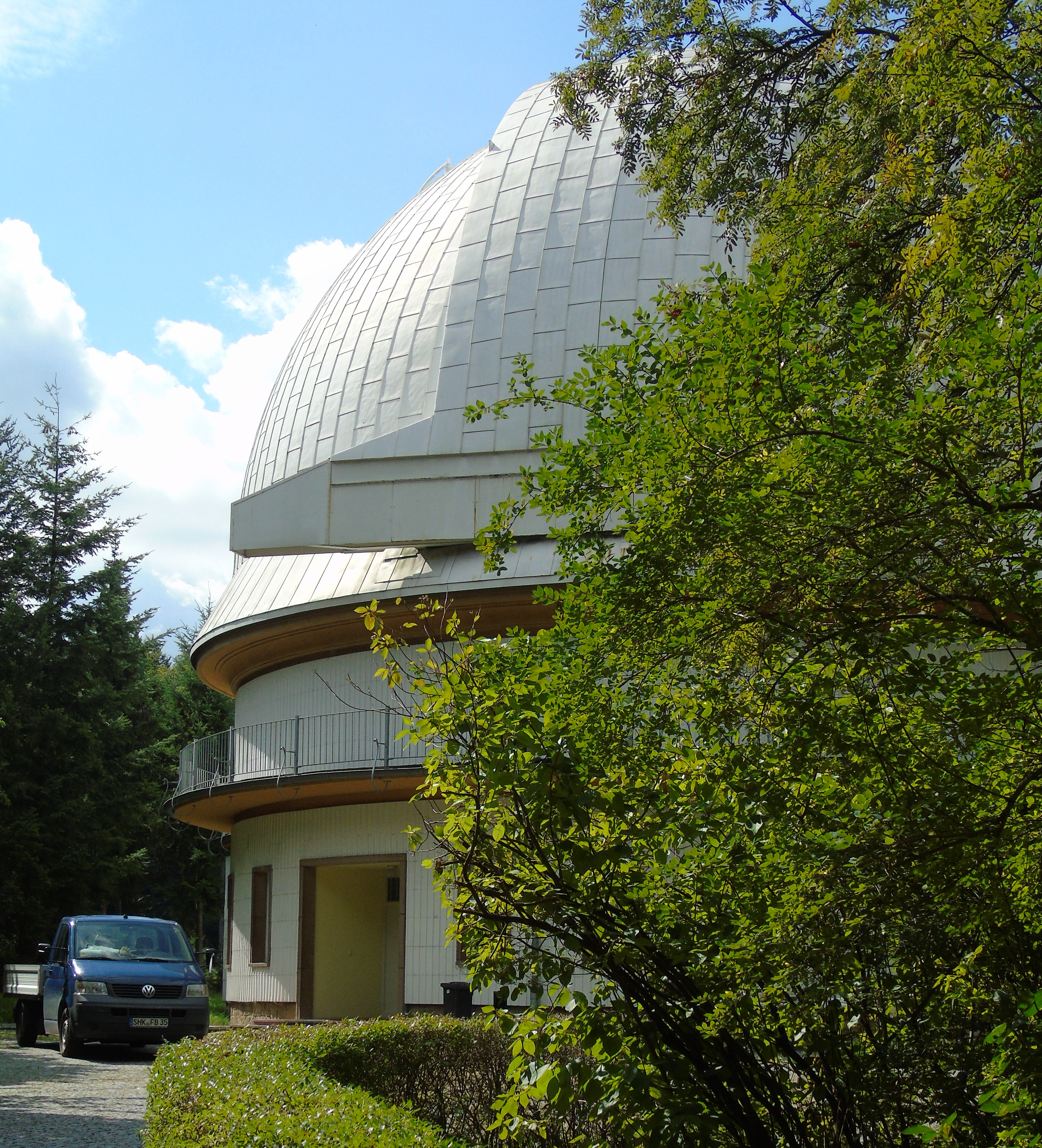
Karl-Schwarzschild-Observatorium der Thüringer Landessternwarte 2015

Die Thüringer Landessternwarte Tautenburg ist eine Sternwarte im Tautenburger Wald in Thüringen.
Das Observatorium entstand im Jahr 1960 als Institut der Deutschen Akademie der Wissenschaften zu Berlin in der Nähe des Dorfes Tautenburg, in einer Höhe von 341 m. 1992 wurde aus dem Institut die Thüringer Landessternwarte (TLS) Karl-Schwarzschild-Observatorium, eine Einrichtung des öffentlichen Rechts des Freistaats Thüringen.
Die Sternwarte betreibt drei Teleskope, nämlich das 2-m-Spiegelteleskop, das kleine automatisierte Teleskop TEST (Tautenburg Exoplanet Search Telescope) und eine Radioteleskop-Station.
Das wichtigste astronomische Beobachtungsinstrument des Observatoriums ist das 1960 in Betrieb genommene Alfred-Jensch-Teleskop, ein 2-m-Spiegelteleskop mit sphärischem Hauptspiegel, das von der Firma Carl Zeiss in Jena gefertigt wurde. Es handelt sich dabei um das größte Teleskop auf deutschem Boden neben dem Fraunhofer-Teleskop (Stand 2012). Es kann zur Astrofotografie auch als Schmidt-Kamera genutzt werden, der Bildwinkel beträgt damit 3,3° × 3,3°. Hierbei verringert sich die Apertur durch die Schmidt-Platte auf 1,38 m; es ist dann das größte abbildende Schmidt-Teleskop weltweit. Alternativ kann es mit voller 2-m-Apertur in einer Cassegrain-Spiegelanordnung betrieben werden, als Pressmann-Camichel-Teleskop, der Bildwinkel liegt dann bei 10–20 Bogensekunden. Das Schmidt-Teleskop (mit 4 m Brennweite im Innern des Teleskops) eignet sich besonders für die Beobachtung großer Himmelsfelder, während für die Untersuchung von Einzelobjekten die Bauformen mit Nasmyth-Fokus (21 m Brennweite) im oberen Gabelholm des bewegten Fernrohres oder mit Coudé-Fokus (Brennweite 92 m) außerhalb des Fernrohres in einem speziellen Raum genutzt werden.
Mit Hilfe des Alfred-Jensch-Teleskops wurden mehrere Exoplaneten und Braune Zwerge entdeckt oder deren Entdeckung unterstützt, und zwar um die Sterne HD 137510, CoRoT-3, HD 8673, 11 Ursae Minoris, HD 139357, 30 Arietis B, HD 13189, 4 Ursae Majoris, HD 32518, 41 Draconis und Pollux. Speziell für die Beobachtung extrasolarer Planeten mittels Transitereignissen (Sternfinsternisse während des Transits eines Planeten) wurde 2005 zusätzlich das TEST-Teleskop errichtet.
Verschiedene Zusatzgeräte, wie der Echelle-Spektrograph im Keller des Kuppelgebäudes der Sternwarte, erweitern die Leistungsfähigkeit und Einsatzmöglichkeiten der Teleskope bei verschiedenen astronomischen Fragestellungen.

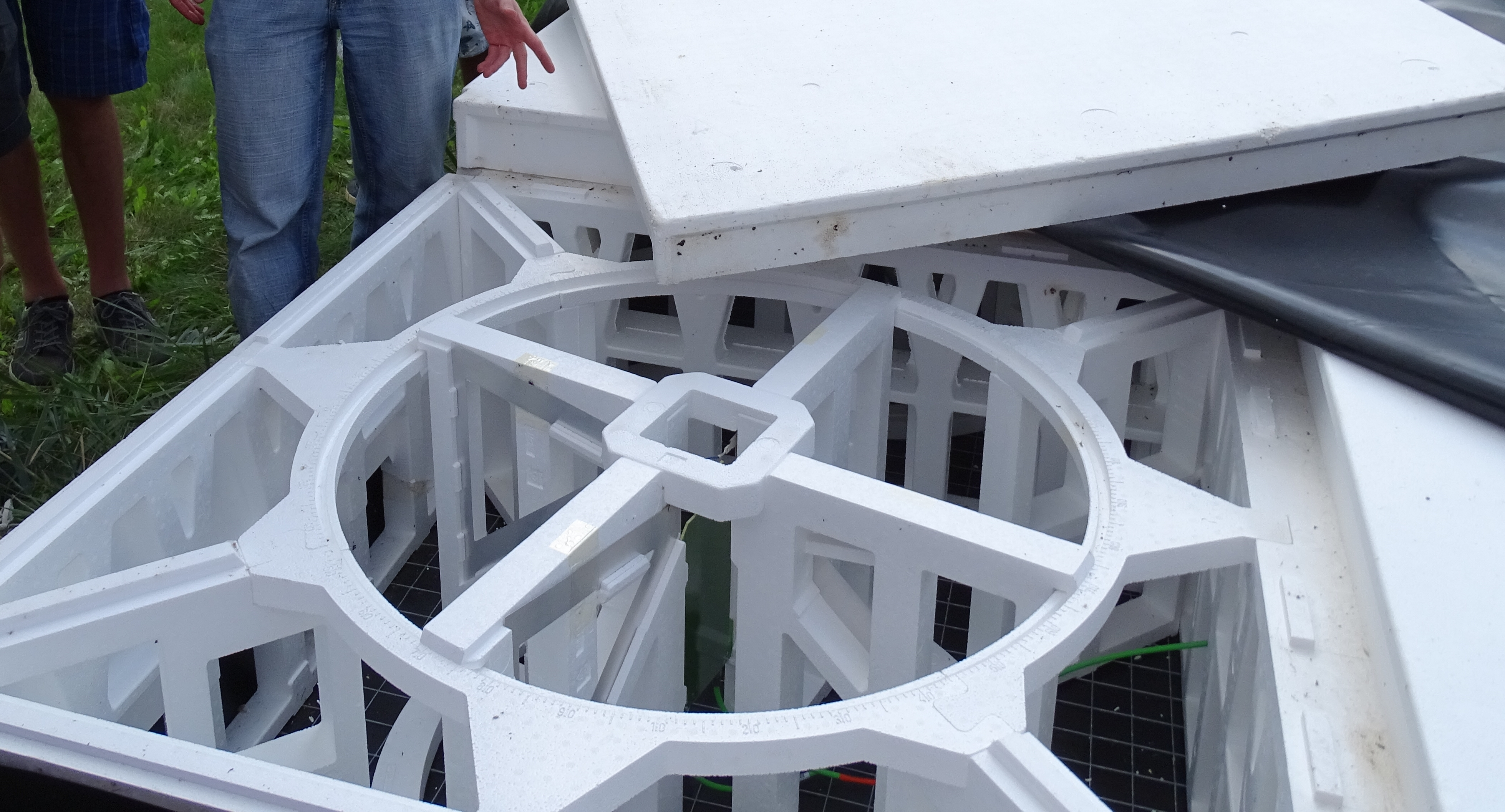
LOFAR-Antenne an der Thüringer Landessternwarte

Die Landessternwarte Tautenburg ist seit 2010 mit einem Radioteleskop auch eine der 40 Stationen des internationalen Projektes LOFAR zur Beobachtung von Himmelsobjekten im Frequenzbereich von 10 bis 240 MHz.

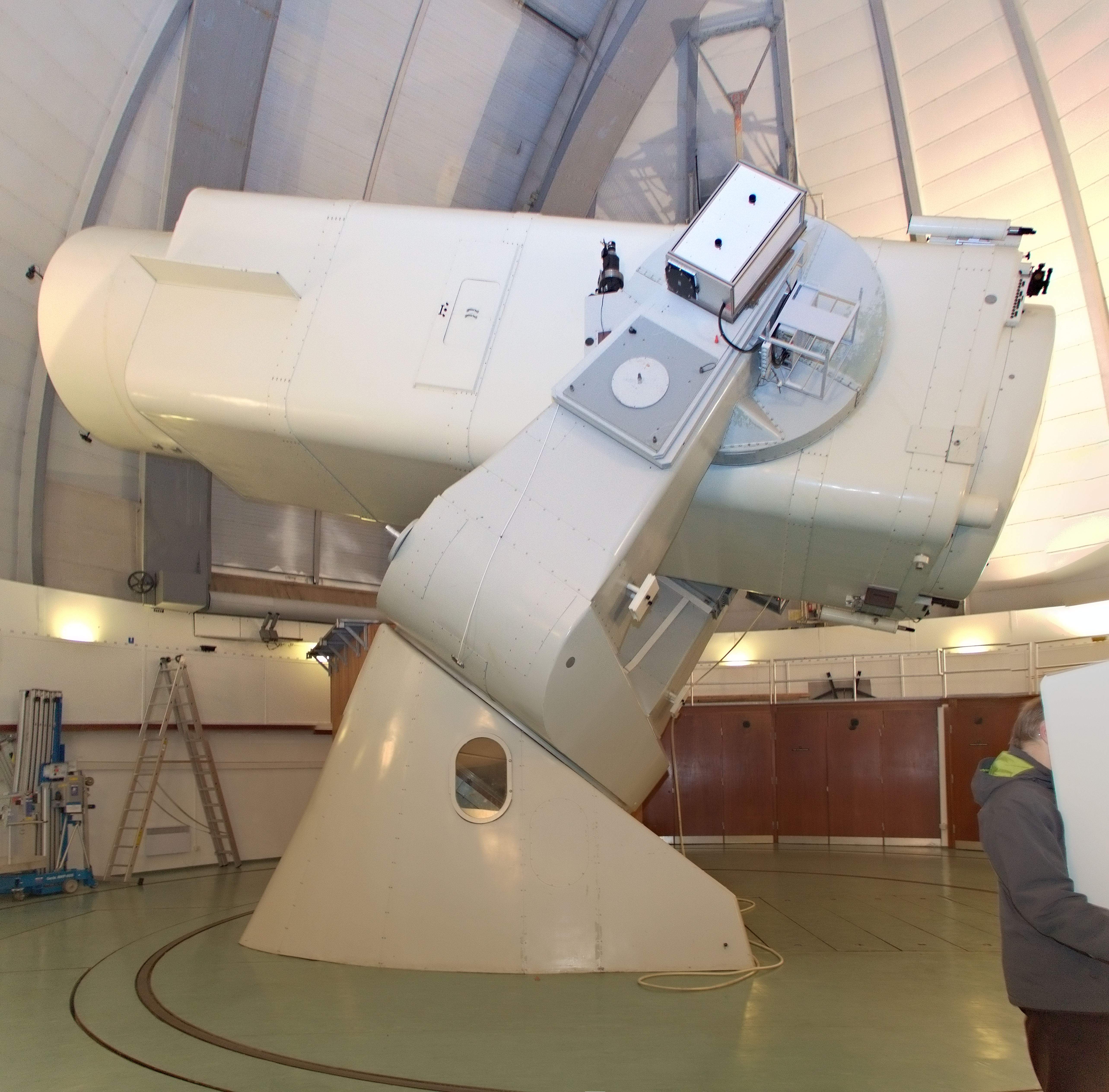
Alfred-Jensch-Teleskop der Thüringer Landessternwarte